# SMAD3
SMAD3 (англ. SMAD family member 3) – білок, який кодується однойменним геном, розташованим у людей на короткому плечі 15-ї хромосоми. Довжина поліпептидного ланцюга білка становить 425 амінокислот, а молекулярна маса — 48 081.
| 10         |  | 20         |  | 30         |  | 40         |  | 50         |
| ---------- |  | ---------- |  | ---------- |  | ---------- |  | ---------- |
| MSSILPFTPP |  | IVKRLLGWKK |  | GEQNGQEEKW |  | CEKAVKSLVK |  | KLKKTGQLDE |
| LEKAITTQNV |  | NTKCITIPRS |  | LDGRLQVSHR |  | KGLPHVIYCR |  | LWRWPDLHSH |
| HELRAMELCE |  | FAFNMKKDEV |  | CVNPYHYQRV |  | ETPVLPPVLV |  | PRHTEIPAEF |
| PPLDDYSHSI |  | PENTNFPAGI |  | EPQSNIPETP |  | PPGYLSEDGE |  | TSDHQMNHSM |
| DAGSPNLSPN |  | PMSPAHNNLD |  | LQPVTYCEPA |  | FWCSISYYEL |  | NQRVGETFHA |
| SQPSMTVDGF |  | TDPSNSERFC |  | LGLLSNVNRN |  | AAVELTRRHI |  | GRGVRLYYIG |
| GEVFAECLSD |  | SAIFVQSPNC |  | NQRYGWHPAT |  | VCKIPPGCNL |  | KIFNNQEFAA |
| LLAQSVNQGF |  | EAVYQLTRMC |  | TIRMSFVKGW |  | GAEYRRQTVT |  | STPCWIELHL |
| NGPLQWLDKV |  | LTQMGSPSIR |  | CSSVS      |  |            |  |            |

A: Аланін

C: Цистеїн

D: Аспарагінова кислота

E: Глутамінова кислота

F: Фенілаланін

G: Гліцин

H: Гістидин

I: Ізолейцин

K: Лізин

L: Лейцин

M: Метіонін

N: Аспарагін

P: Пролін

Q: Глутамін

R: Аргінін

S: Серин

T: Треонін

V: Валін

W: Триптофан

Кодований геном білок за функцією належить до фосфопротеїнів. 
Задіяний у таких біологічних процесах, як транскрипція, регуляція транскрипції, ацетилювання, альтернативний сплайсинг. 
Білок має сайт для зв'язування з іонами металів, іоном цинку, ДНК. 
Локалізований у цитоплазмі, ядрі.